# Jules Polydore Le Marois
Pour les personnes ayant le même patronyme, voir Le Marois.
Jules Polydore Le Marois, né à Paris le 15 décembre 1802 et mort dans la même ville le 3 avril 1870, est un homme politique français, député et sénateur.

## Biographie
Fils du général-comte Jean Le Marois, Jules Polydore Le Marois entre dans la carrière diplomatique comme secrétaire d'ambassade. 
Il est élu député de la Manche pour la circonscription de Valognes en 1834. De centre gauche, il est proche du Tiers-Parti. Réélu en 1837 contre Alexis de Tocqueville, il est battu par le même homme en 1839. 
Il se retire momentanément dans ses terres dans le Cotentin en 1842 pour se livrer à d'importants travaux agricoles.
En 1840, il se porte acquéreur du château de Rosny-sur-Seine sauvant le bâtiment de la destruction totale ; trouvant probablement la demeure trop grande pour son usage, il fait abattre en 1846 les ailes construites par la duchesse de Berry, laissant le reste de la construction dans l'état où on peut le voir actuellement. C'est également lui qui transfère l’oratoire qui se trouvait dans l'une des ailes dans le pavillon des Bains du parc.
En 1849, il est élu à l'Assemblée législative où il siège avec la majorité et soutient Louis-Napoléon Bonaparte. 
Après le coup d'État de Louis-Napoléon Bonaparte, il est nommé sénateur (Second Empire) en 1852, où il appuie le rétablissement de l'Empire. 
Il a été également conseiller général de Bricquebec (1839-1868), et nommé officier de la Légion d'honneur.
Héritier d’une immense fortune, il collectionnait tant la peinture ancienne que moderne. 
Avant 1863, il décide d’abandonner son vieil hôtel de la rue Blanche pour venir s’installer dans le quartier des Champs-Élysées dans un hôtel qu'il fait bâtir par l'architecte Henri Parent avenue d'Antin (aujourd'hui avenue Franklin-D.-Roosevelt).
Il épouse Jacqueline Giudicelli. Son fils, Jean Polydore, fut également député de la Manche ; sa fille épousera le duc Raynald de Marmier (fils du duc Alfred de Marmier).

## Source
- « Jules Polydore Le Marois », dans Adolphe Robert et Gaston Cougny, Dictionnaire des parlementaires français, Edgar Bourloton, 1889-1891 [détail de l’édition]